# Budy Zaklasztorne
Budy Zaklasztorne [pronunciación en polaco: /ˈbudɨ zaklaʂˈtɔrnɛ/] es un pueblo ubicado en el distrito administrativo de Gmina Puszcza Mariańska, dentro del Condado de Żyrardów, Voivodato de Mazovia, en el este de Polonia central. Se encuentra aproximadamente a 3 kilómetros al noroeste de Puszcza Mariańska, a 10 kilómetros al suroeste de Żyrardów, y a 53 kilómetros al suroeste de Varsovia.
El pueblo tiene una población de 440 habitantes.